# Еліпс похибок

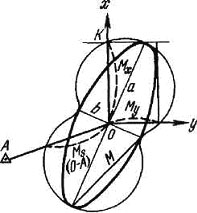
Еліпс похибок

Е́ліпс по́хибок (рос.эллипс погрешностей, англ. ellipse of errors, нім. Fehlerellipse f) — характеризує точність положення обумовленого пункту щодо вихідних точок, положення яких вважаються безпомилковими. Е.п., побудований з використанням середніх квадратичних похибок, називається середнім еліпсом.
Е.п. — геометричне місце точок з однаковою щільністю імовірності. Максимальну щільність має центр еліпса. В міру віддалення від центра щільність імовірності зменшується. Імовірність перебування обумовленого пункту усередині середнього Е.п. дорівнює 0,3935, поза середнім еліпсом 1—0,3935 = 0,6065. Для еліпса з подвоєними півосями імовірність перебування обумовленого пункту усередині еліпса становить 0,8647, з потроєними — 0,9889 і з почетверенними — 0,99966. Для побудови Е.п. необхідно знати три елементи: розмір великої півосі а, розмір малої півосі b і дирекційний кут великої півосі (або інші три параметри) (див. рис.).
Елементи еліпса і середня квадратична похибка положення пункту можуть бути обчислені за відповідними формулами або отримані графічною побудовою.
При визначенні пункту за двома виміряними величинами Е.п. можна побудувати, використавши лінії положення і градієнти вимірюваних величин.